# Léon Gischia
Ne doit pas être confondu avec Léon Gischia, son père.
Léon Gischia (Dax, 8 juin 1903 - Venise, 29 mai 1991) est un peintre français non figuratif de la Nouvelle École de Paris qui a créé de nombreux décors et costumes pour le Théâtre national populaire de Jean Vilar.

## Biographie
Léon Gischia naît à Dax dans les Landes d'un père ingénieur d'origine piémontaise – son homonyme Léon Gischia, – et d'une mère d'ancienne souche landaise. Il fait à Dax ses études secondaires, en 1920 à Bordeaux des études d'Histoire et de l'Art et d'Archéologie, puis à Paris prépare au lycée Louis-le-Grand l'École normale supérieure. Il fréquente le musée de Bayonne et son oncle archéologue lui fait découvrir la peinture romane, notamment les fresques de l'abbaye de Saint-Savin-sur-Gartempe.
Léon Gischia, qui dessine depuis l'âge de dix ans, décide en 1921 de se tourner vers la peinture et s'inscrit à l'Académie moderne (où enseigne Emile Othon Friesz). Après quelques mois de Service militaire dans l'aviation il se trouve réformé et fait ses premiers voyages en Italie et en Espagne. Il se passionne alors pour les théories picturales. De 1927 à 1930 il séjourne, réalisant des dessins publicitaires, aux États-Unis où il fait la connaissance d'Ernest Hemingway et se lie avec Alexander Calder.
Revenu en France, Gischia rencontre Fernand Léger avec qui il enseigne un moment à l'Académie moderne et André Beaudin, qui l'engagent à reprendre la peinture. Il participe en 1937 au Salon des Jeunes Artistes (notamment auprès de Jean Bertholle et Jean Le Moal) et, avec Fernand Léger, à la décoration du Pavillon des Temps nouveaux de Le Corbusier à l'Exposition universelle de Paris.

## Un peintre

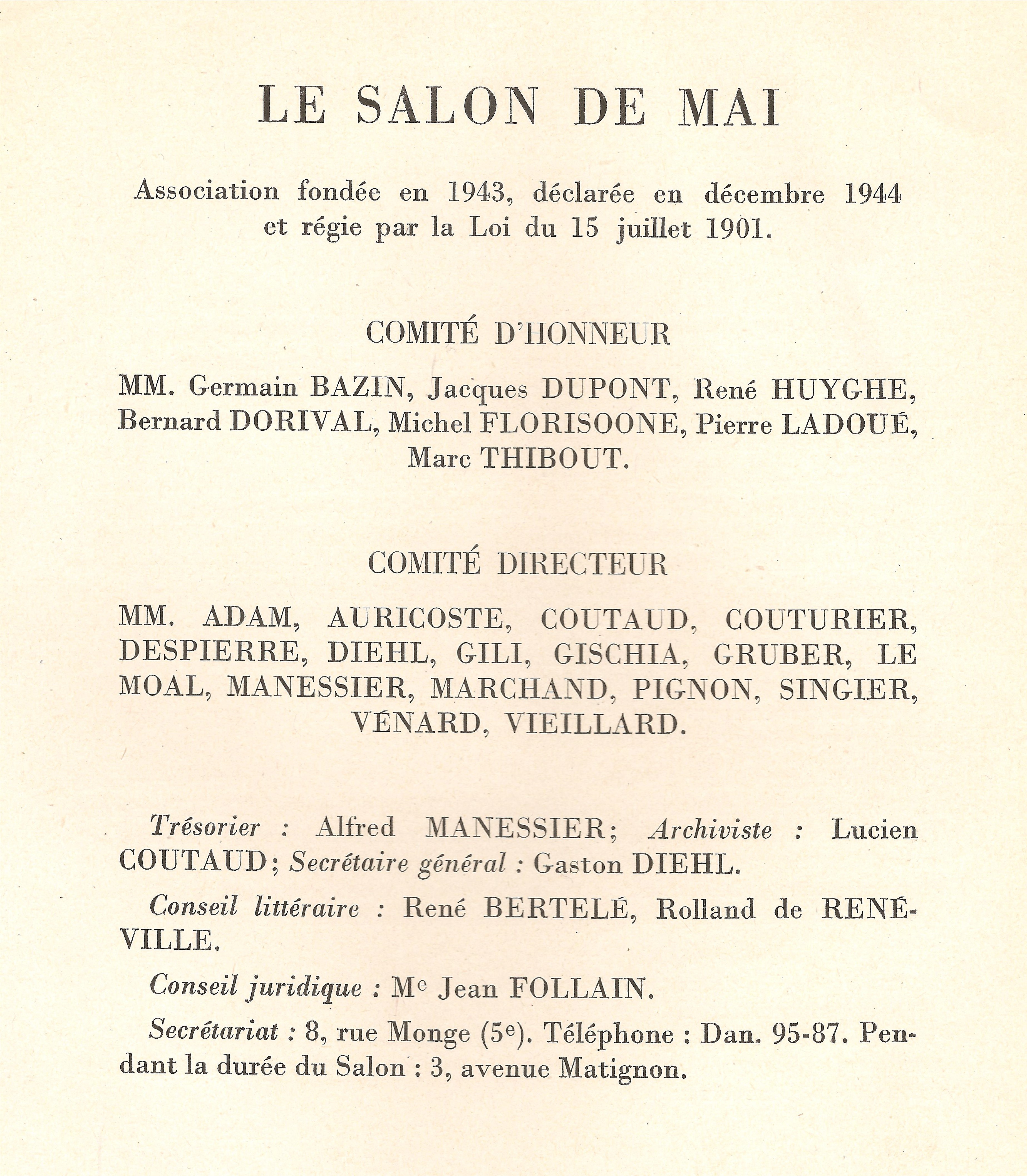
Premier Salon de Mai

Léon Gischia présente sa première exposition personnelle à la galerie Jeanne Bucher en 1938 et participe en 1941, aux côtés de Bertholle, Le Moal, Alfred Manessier, Gustave Singier à l'exposition des « Vingt jeunes peintres de tradition française » organisée par Jean Bazaine, première manifestation de la peinture d'avant-garde sous l'occupation, tandis que se multiplient les condamnations de l'« art dégénéré ». Gischia fait à cette époque la connaissance de Maurice Estève et d'Édouard Pignon avec qui il expose à la Galerie de France en 1943 et qui deviendront, avec Zoran Mušič, ses amis.
Membre fondateur du Salon de Mai, Léon Gischia y participe de 1945 à 1957. À partir de 1944 il expose à la Galerie Drouin, à la Galerie de France de Myriam Prévot et Gildo Caputo de 1950 à 1954, à la Galerie Villand et Galanis entre 1957 et 1963, où il retrouve Roger Chastel, Maurice Estève, Jacques Lagrange, Charles Lapicque, puis, s'installant en 1963 à Venise, dans les grandes galeries italiennes et suisses. Après une exposition rétrospective organisée à Paris en 1985 Gischia recommence simultanément de présenter ses peintures dans les galeries parisiennes.

## Le théâtre
En 1943 Léon Gischia se lie avec Jean Vilar et collabore une première fois avec lui en 1945 pour Meurtre dans la cathédrale de T. S. Eliot monté au théâtre du Vieux Colombier. Il définit ensuite l'esthétique scénique du Théâtre national populaire que dirige Vilar en réalisant entre 1947 et 1963 les décors et costumes d'une trentaine de pièces, notamment, jusqu'en 1955, de celles qui sont présentées au Festival d'Avignon. Il participe ainsi aux créations historiques par Gérard Philipe du Cid en 1951 (rôle créé par Jean-Pierre Jorris en 1949 au Festival d'Avignon), du Prince de Hombourg en 1951, de Lorenzaccio en 1952, de Ruy Blas en 1954, des Caprices de Marianne en 1958. En 1961, il réalise les décors et costumes de L'Alcade de Zalamea dans une mise en scène de Vilar. Au long de ce parcours, écrit l'éditeur Lucien Mazenod, il a « réussi plusieurs expériences capitales qui ont fait date dans l'histoire de la scénographie et marqué de son style le théâtre de Vilar » .
« Un arbre pour la forêt (…); une colonne pour le temple; un fauteuil pour la salle du trône (avec, peut-être, un bout de tissu dessus); un mobile de Calder, noir et argent, pour l'orage… C'est cela le véritable décor. (…) Il ne saurait s'agir pour le peintre de théâtre d'habiller un dispositif donné et de l'éclairer plus ou moins heureusement – mais bien de concevoir dans son ensemble un appareil décoratif tel que les éléments constituent une entité indivisible et acquièrent la rigueur et l'unité qui, seules, justifient le passage de l'œuvre écrite à l'œuvre représentée » écrit en 1954 Gischia pour résumer son refus de tout naturalisme. 

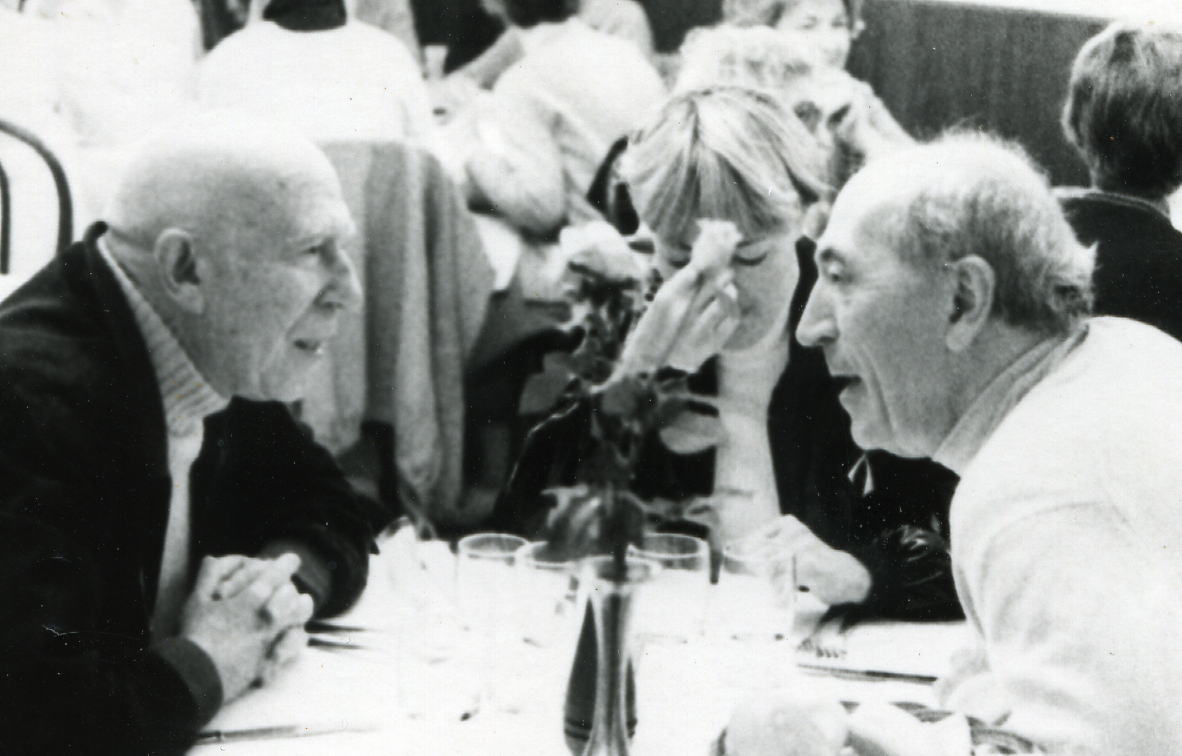
Léon Gischia à gauche, Gilberte et Jean Lescure à droite, au restaurant vénitien All'Angelo, en 1978

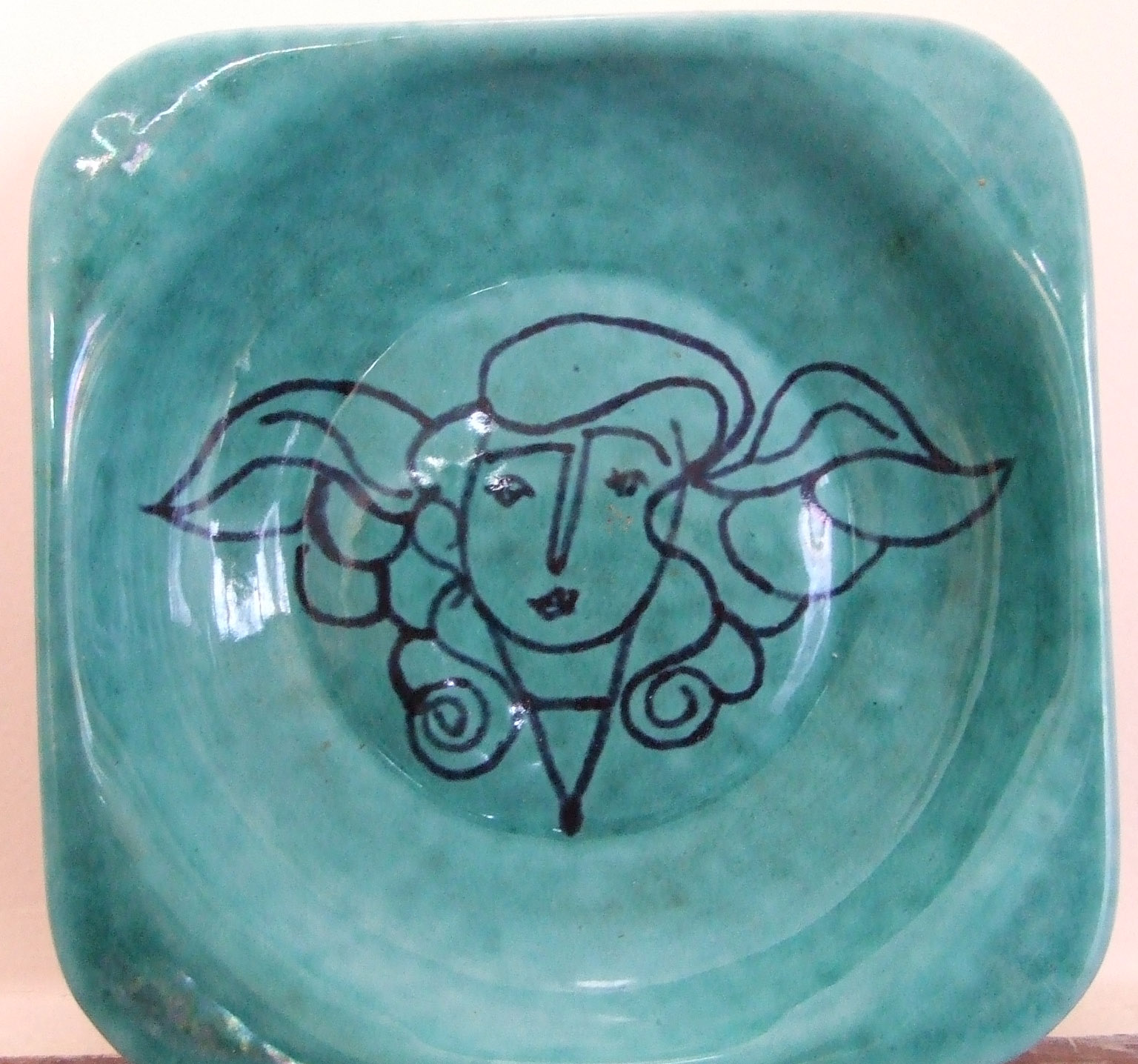
Cendrier du restaurant vénitien « All'Angelo » dont Léon Gischia a dessiné le motif.

En 1963, Léon Gischia vient à Venise avec Jean Vilar pour créer les décors et costumes de l'opéra Jérusalem de Giuseppe Verdi. N'aimant guère l'art lyrique, Gischia aura cette confidence : « Pendant les répétitions, je me promenais dans les loges. Dans l'une d'elles, j'ai vu une femme quelconque qui tricotait. J'ai voulu en avertir Vilar, mais il m'a répondu : « Malheur ! c'est La Tebaldi » ». Après cette première rencontre, il s'installe définitivement dans la cité des Doges, échangeant son atelier parisien avec le peintre Zoran Mušič. 
Il habite les deux derniers étages d'une petite maison, près de l'Accademia et dîne régulièrement au restaurant « All'Angelo » pour lequel il a dessiné l'enseigne et une bonne partie de la vaisselle. On le retrouvera là, tous les soirs jusqu'à sa mort, en compagnie de Vittorio Carrain, patron de l'établissement et ancien secrétaire de Peggy Guggenheim; de Jean Lescure, Zoran Mušič, et sa femme, Ida Barbarigo-Music, et bon nombre de ses fidèles amis, dont la journaliste Fabian Gastellier.

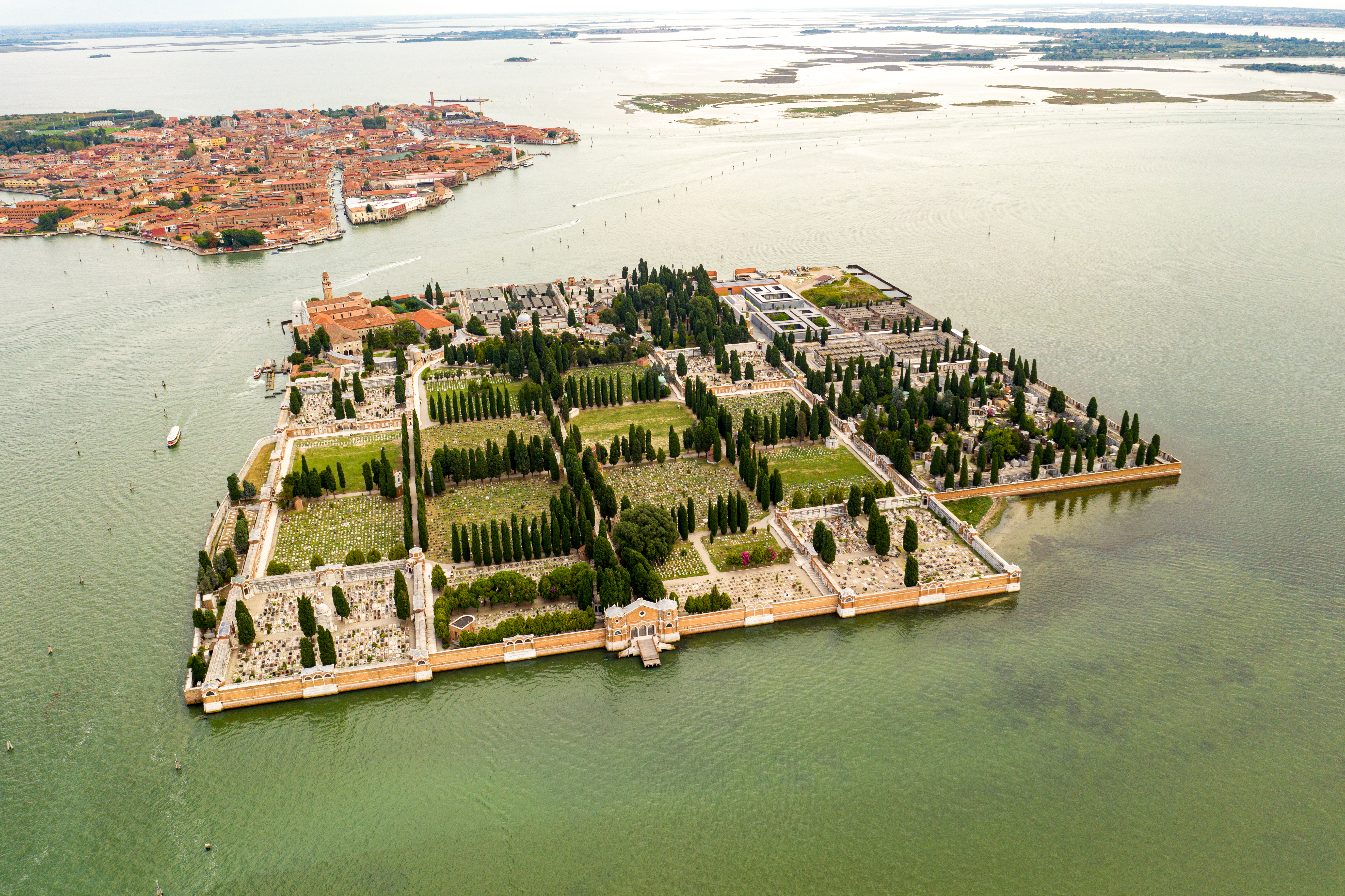
San Michele

Léon Gischia meurt le 29 mai 1991 à Venise. Ses cendres sont dispersées devant San Michele par sa femme Gerry Gischia qui fait un legs important (500 tableaux) à la ville de Dax (Musée de Borda).

## L'œuvre
L'œuvre picturale de Léon Gischia se développe au long de trois moments essentiels.
Le premier s'inscrit sous le signe de la figuration. De 1917 à 1942 Gischia peint essentiellement des paysages, des natures mortes et des portraits, et réalise de nombreux dessins. L'influence de Matisse et des Fauves s'y manifeste à travers l'intensité de la couleur mais surtout par l'élégance des tracés et le goût de l'arabesque. Déjà y domine une palette chaude de rouges et d'ocres. C'est plutôt dans le climat du cubisme, Fernand Léger et Picasso, que Gischia décompose ensuite en une figuration plus allusive, de 1942 à 1946, les objets et figures qu'il peint sous une lumière égale en larges aplats. À travers la simplification des formes, le graphisme, autour des thèmes des Arbres basques ou des Nus, des Arlequins ou des Musiciens, se fait de plus en plus stylisé.
« Il ne s'agit point pour nous d'affirmer, de vouloir être original à tout prix, encore moins de prétendre faire une synthèse – forcément artificielle – des principes contradictoires qui ont évolué jusqu'à nous, mais de reprendre dans l'œuvre de nos aînés plus ou moins immédiats ce qu'il y a de vivant et de fort, de dégager les tendances essentielles, de les préciser, de les mettre en valeur et par là de contribuer dans la mesure de nos moyens à l'élaboration d'une saine et authentique tradition », écrit Gischia en 1942, à la suite de l'exposition des « Vingt jeunes peintres de tradition française » à laquelle il participe. Sur cette voie Gischia conduit en un deuxième moment, de 1946 à 1960, les éléments de son langage, sensiblement sur les mêmes thèmes, jusqu'à la limite de l'abstraction. Les formes épurées, équilibrées en un nouveau classicisme, réduisent objets et figures à leurs seuls contours qui, loin de se 
masquer, transparaissent les uns dans les autres. 
L'œuvre de Gischia, dans un troisième moment, s'épanouit à partir de 1960 jusqu'à sa mort en une géométrisation vivante. Des surfaces quelconques essentiellement non figuratives, dérivées des carrés, rectangles, triangles ou losanges, s'imbriquent librement les unes dans les autres. Les variations de la couleur par les degrés de son intensité et la répartition des tons y construisent un espace instable où les plans, les uns par rapport aux autres, échangent leurs distances, tour à tour en reliefs et en creux. Gischia ne renonce pas pour autant à revisiter ses thèmes précédents, à travers de discrètes allusions aux silhouettes des choses, vases et instruments de musique, Arbres, Oiseaux et Nuages, soleil et lune, ou des êtres, Arlequins ou visages complémentaires des Deux amis.
Gischia privilégie particulièrement, dans la dernière décennie de son travail, les rouges flamboyants et les ocres, mais aussi les bruns et les terres brûlées. On a pu penser que ce choix avait été influencé par la vue qu'il découvrait sur les toits de Venise depuis son atelier ouvert sur toutes les orientations. Pour Jean Lescure, qui a accompagné ses expositions de nombreuses préfaces, Gischia y questionnait bien davantage la première peinture vénitienne, les fonds d'or de Cimabue, les couleurs chaudes des fonds de Tintoret et, plus que le réel, la nature même de son langage.

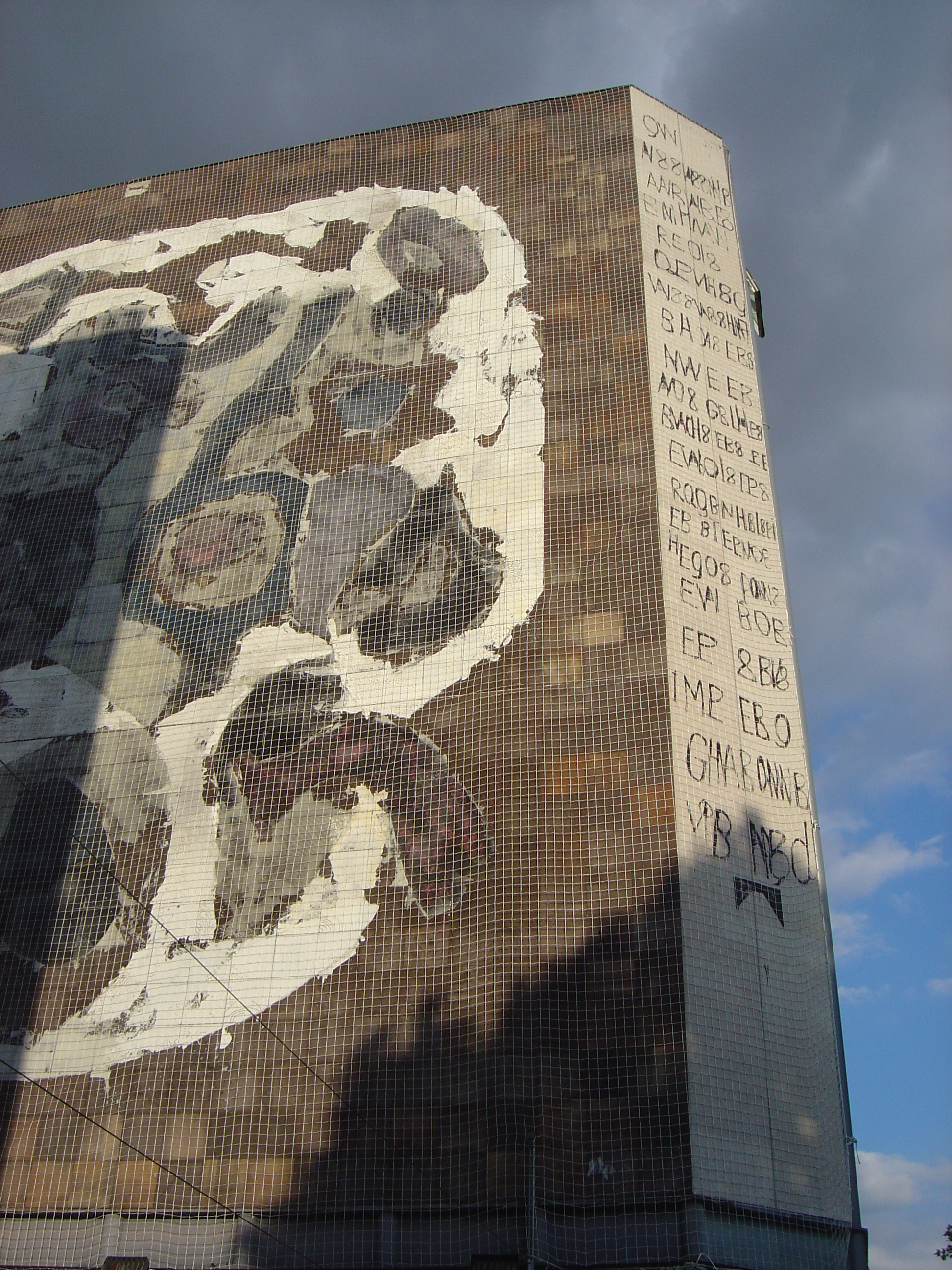
Décoration de Gischia pour le campus de Jussieu, Paris

En 1968, Gischia reçoit la commande, sous le ministère d'André Malraux, de deux panneaux de 18 sur 15 mètres (570 m²) de lave émaillée à fauche et à droite de l'entrée de la faculté des Sciences de Jussieu (Édouard Albert architecte). Gischia s'y inspire de visions des sections d’une cellule au microscope.

## Illustrations
- Sur le thème de Don Quichotte, avec des ornements d'Alfred Latour, catalogue de luxe annuel ou liste des grands vins de la maison Nicolas, 1953.
- Jean Lescure, Noires compagnes de mes murs, avec 8 dessins (Roger Chastel, Jean Coulot, Marcel Fiorini, Léon Gischia, Charles Lapicque, Mario Prassinos, Raoul Ubac et Jean Villeri), Florentin Mouret, Avignon, 1961.
- Jean Lescure, La Saint-Jean d’Été, avec 11 bois gravés de Léon Gischia, Paris, galerie Villand et Galanis, 1964 [poème repris dans Drailles].
- Jean Lescure, Le Satyre est con, Préludes à l’après-midi d’un Satyre & Fugues, 26 linos et dessins de Léon Gischia, éditions Proverbe, Marchainville, 1998  (ISBN 2908455234).
- Gischia a également illustré des livres de Philippe Soupault, Eugenio Montale et des œuvres classiques (L'Arétin, Shakespeare, Théodore de Bèze).

## Publications
- Léon Gischia et Lucien Mazenod, Les Arts primitifs français, Paris, Arts et Métiers graphiques, 1938
- Léon Gischia et Nicole Védrès, La Sculpture en France depuis Rodin, Paris, éditions du Seuil, 1945
- Léon Gischia et Bernard Champigneulle, La Sculpture en France, de la préhistoire à la fin du Moyen Âge, éditions Audin, 1950